# Ram Bergman

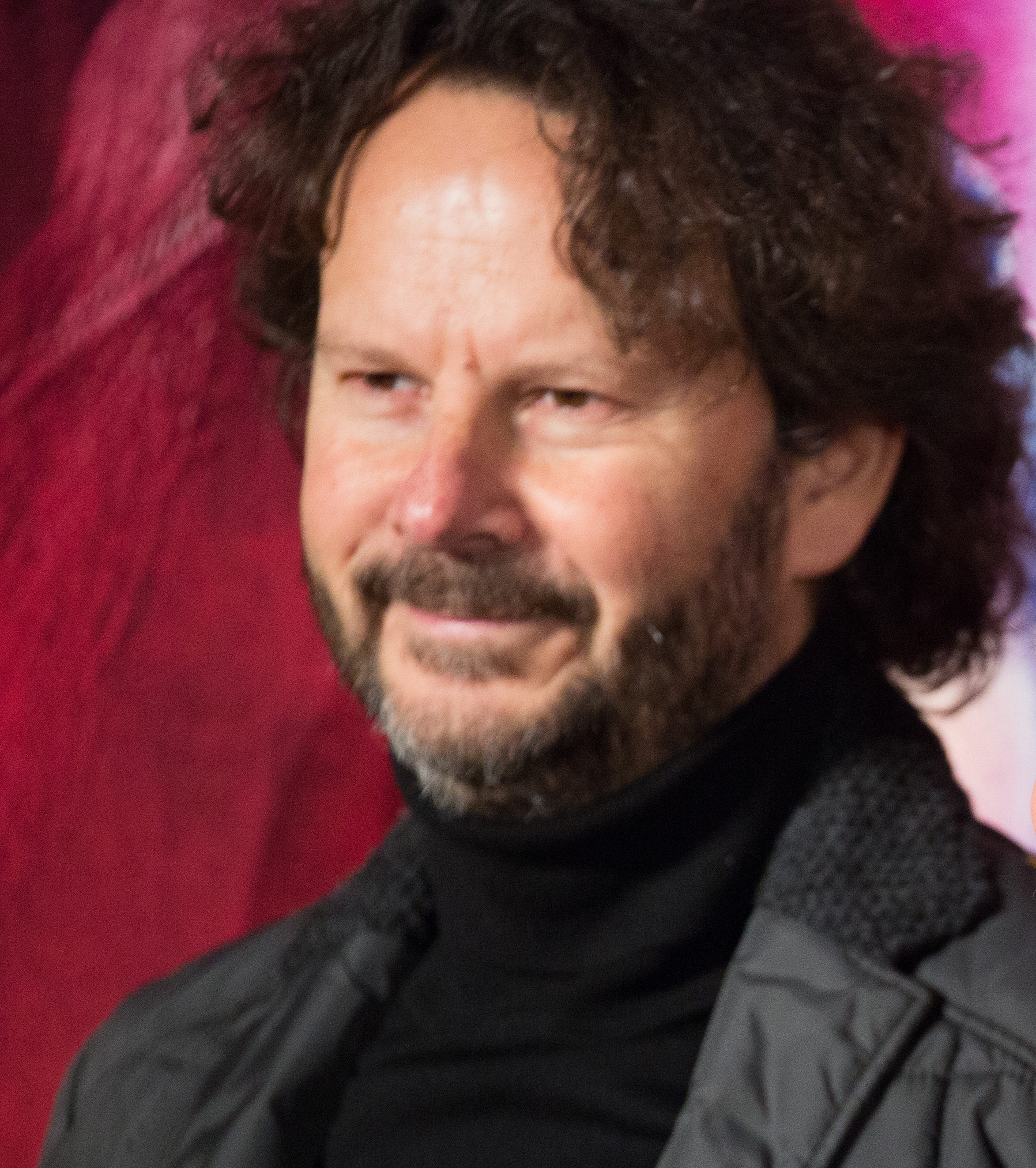
Ram Bergman (2017)

Ram Bergman (hebräisch רם ברגמן; * 1970 in Rischon LeZion, Israel) ist ein israelischer Filmproduzent.

## Leben
Bergman wurde in Rischon LeZion, Israel geboren. Seit 1994 produzierte er knapp 40 Filme. Seine bekanntesten sind Brick, Looper und Star-Wars: Die letzten Jedi, die in Zusammenarbeit mit dem Regisseur Rian Johnson entstanden sind. Im Jahr 2013 produzierte Bergman die dramatische Komödie Don Jon von und mit Joseph Gordon-Levitt. Gemeinsam mit Kathleen Kennedy war er für die die Produktion des Star-Wars-Films Die letzten Jedi verantwortlich.
Im November 2017 wurde von Disney bekanntgegeben, dass Bergman zusammen mit Rian Johnson für eine neue Star-Wars-Trilogie verantwortlich sein wird.
Bergman ist Gründer und Eigentümer der Produktionsfirma Ram Bergman Productions.

## Filmografie (Auswahl)
Als Produzent
- 1994: Rave Review
- 1996: Power 98
- 1996: Die Stunde der Teufelinnen (Wedding Bell Blues)
- 1999: Black & White – Gefährlicher Verdacht (Black & White)
- 2000: Der Tod kommt nie allein (Partners in Crime)
- 2000: Am Anfang war ein Mord (Stranger Than Fiction)
- 2001: Stirb später, Liebling (Kill Me Later)
- 2005: Brick
- 2005: Nomad – The Warrior (Nomad)
- 2006: Conversation(s) With Other Women (Conversations With Other Women)
- 2006: Relative Strangers
- 2008: Brothers Bloom (The Brothers Bloom)
- 2010: Das Chamäleon (The Chameleon)
- 2010: Bunraku
- 2011: Pakt der Rache (Seeking Justice)
- 2012: Looper
- 2013: Don Jon
- 2015: Eine Geschichte von Liebe und Finsternis (Sipur al ahava ve choshech)
- 2015: Selfless – Der Fremde in mir (Self/less)
- 2017: Star Wars: Die letzten Jedi (Star Wars: The Last Jedi)
- 2019: Knives Out – Mord ist Familiensache (Knives Out)
- 2022: Glass Onion: A Knives Out Mystery

Als Executive Producer
- 1998: Long Time Since
- 2007: La Misma Luna
- 2011: Cat Run
- 2011: A Good Old Fashioned Orgy